# NGC 2590
NGC 2590 = IC 507 ist eine Spiralgalaxie mit ausgedehnten Sternentstehungsgebieten vom Hubble-Typ Sbc im Sternbild Hydra südlich der Ekliptik. Sie ist schätzungsweise 216 Millionen Lichtjahre von der Milchstraße entfernt und hat einen Durchmesser von etwa 145.000 Lichtjahren.
Das Objekt wurde am 26. Februar 1878 vom französischen Astronomen Édouard Stephan entdeckt.